# 슈퍼소년 마이티맥스
슈퍼소년 마이티맥스는 필름 로만이 제작한 TV 애니메이션 시리즈이다. 1993년 11월 12일부터 1994년 12월 2일까지 신디케이션에서 총 40화로 방영되었다.
대한민국에서는 1995년 11월 28일부터 1996년 2월 7일까지 KBS에서 방영되었다.

## 등장인물
- 맥스
- 버질
- 노먼
- 스컬마스터
- 맥스엄마